# إرنيستو بيليس
إرنيستو بيليس (بالإسبانية: Ernesto Belis)‏ (1 فبراير 1909 - تاريخ الوفاة غير معلوم) لاعب كرة قدم أرجنتيني راحل كان يجيد اللعب في خط الدفاع.
لعب طوال مسيرته الرياضية في نادي ديفينسوريس دي بيلغرانو.
شارك مع منتخب الأرجنتين في بطولة كأس العالم 1934 في إيطاليا حيث خرج من الدور الثمن النهائي.

## وصلات خارجية
- إرنيستو بيليس على موقع الاتحاد الدولي (مؤرشف)  (الإنجليزية)
- إرنيستو بيليس على موقع قاعدة بيانات كرة القدم.إي يو (الإنجليزية)
- إرنيستو بيليس على موقع ناشيونال فوتبول تيمز (الإنجليزية)
- إرنيستو بيليس على موقع Soccerway.com (الإنجليزية)
- إرنيستو بيليس على موقع عالم كرة القدم.نت (الإنجليزية)
- هذا سيرة ذاتية